# Untere Mühle (Hemmersheim)
Untere Mühle (fränkisch: Di unner Miel) ist ein Gemeindeteil der Gemeinde Hemmersheim im Landkreis Neustadt an der Aisch-Bad Windsheim (Mittelfranken, Bayern). Untere Mühle liegt in der Gemarkung Lipprichhausen.

## Geographie
Die Einöde liegt am linken Ufer der Gollach und an der Kreisstraße NEA 41, die der Gollach entlang nach Hemmersheim (1,5 km südwestlich) bzw. an Lipprichhausen vorbei nach Gollachostheim führt (2 km östlich).

## Geschichte
Der Ort wurde 1661 als „ein Mühlen vnter Lipperichhausen an der Gollach gelegen“ erstmals eindeutig erwähnt. Der Eintrag in der Würzburger Zentbeschreibung des Jahres 1532 kann sich auch auf die Obere Mühle beziehen. Beide Mühlen unterstanden dem würzburgischen Amt Aub.
Mit dem Gemeindeedikt (frühes 19. Jahrhundert) wurde Untere Mühle dem Steuerdistrikt Lipprichhausen und der Ruralgemeinde Lipprichhausen zugeordnet. Im Urkataster Lipprichhausen des Jahres 1834 wird die Untere Mühle als Haus Nr. 14 aufgelistet. Sie wurde als Öl- und Gipsmühle genutzt. Zum Gebäude gehörte ein Stadel, Schweineställe, ein Kellerhaus und eine Scheune.
Am 1. Januar 1972 wurde Untere Mühle im Zuge der Gebietsreform in Bayern nach Hemmersheim eingegliedert.

### Einwohnerentwicklung
| Jahr      | 001818 | 001840 | 001861 | 001871 | 001885 | 001900 | 001925 | 001950 | 001961 | 001970 | 001987 |
| Einwohner | 5      | 6      | 6      | 9      | 6      | 7      | 6      | 10     | 6      | 4      | 6      |
| Häuser    | 1      | 1      |        |        | 2      | 2      | 1      | 1      | 1      |        | 1      |
| Quelle    | [ 7 ]  | [ 12 ] | [ 13 ] | [ 14 ] | [ 15 ] | [ 16 ] | [ 17 ] | [ 18 ] | [ 19 ] | [ 20 ] | [ 1 ]  |

## Religion
Untere Mühle ist evangelisch-lutherisch geprägt und bis heute nach St. Maria (Lipprichhausen) gepfarrt.